# Friedrich August Ukert
Friedrich August Ukert, född 28 oktober 1780 i Eutin, död 18 maj 1851 i Gotha, var en tysk historiker.
Ukert var bibliotekarie vid hertigliga biblioteket i Gotha och är främst för den av honom och Arnold Hermann Ludwig Heeren utgivna samlingen Geschichte der europäischen Staaten. Ukert utgav dessutom Handbuch der Geographie der Griechen und Römer (tre delar, 1826–1846) samt, tillsammans med Friedrich Jacobs, Beiträge zur älteren Literatur oder Merkwürdigkeiten der herzoglichen Bibliothek zu Gotha (tre band, 1835–1838).